# The Weather Man - L'uomo delle previsioni
The Weather Man - L'uomo delle previsioni (The Weather Man) è un film del 2005 di Gore Verbinski, con Nicolas Cage e Michael Caine.

## Trama
David Spritz è l'uomo delle previsioni, ovvero colui che pur non essendo un meteorologo, ogni sera dopo i notiziari informa i telespettatori sulle previsioni del tempo. David sta vivendo il sogno americano: lavora per una televisione locale di Chicago, è ben pagato, le donne non gli mancano ed è appena stato contattato da Hello America, un programma televisivo nazionale di maggiore notorietà con sede a New York.
Anche se sugli schermi televisivi appare sempre sorridente, David è però in realtà depresso per il difficile rapporto con i suoi famigliari. Ha divorziato dalla moglie Noreen di cui è ancora innamorato, la figlia dodicenne Shelley è apatica e in sovrappeso, mentre il figlio quindicenne Mike va in terapia da uno psicologo dopo essere stato arrestato per possesso di stupefacenti. Infine, David si sente oscurato dal padre Robert, vincitore di un premio Pulitzer, che guarda al figlio con profondo affetto ma anche con delusione, sia per la sua incapacità di badare alla famiglia che per la sua professione, che giudica scadente poiché è un lavoro "facile" e a suo dire "facile non fa parte del vocabolario degli adulti". Occasionalmente poi, alcune persone per strada importunano David e gli lanciano addosso cibo da fast food, invidiandolo per la sua posizione.
David cerca di recuperare i rapporti con la famiglia, ma i suoi tentativi sembrano solo peggiorare le cose. Dopo aver spronato Shelley a partecipare insieme a lui a una gara con i pattini da ghiaccio, la figlia cade si infortuna una gamba. Nel tentativo di riconquistare Noreen, David finisce invece per litigarci e per insultare il suo nuovo compagno Russ, sotto lo sguardo di disapprovazione del padre, a cui è stato nel frattempo diagnosticato un linfoma. David sfoga allora le sue frustrazioni con un nuovo hobby: il tiro con l’arco.
Un giorno Hello America fissa a David un provino e questi parte allora per New York insieme alla figlia e al padre, che potrà così farsi visitare da uno specialista. A New York David passa alcuni momenti piacevoli con Shelley facendo shopping con lei e supera senza problemi il provino, ottenendo la possibilità di lavorare per Hello America e di quadruplicare i suoi guadagni. Suo padre però lo informa che Mike è stato nel frattempo arrestato dopo aver picchiato il suo psicologo (che aveva tentato di fare sesso orale con il ragazzo) e che a lui rimangono solo pochi mesi di vita. La famiglia di David organizza allora un “funerale da vivo” per Robert, per consentirgli di salutare tutti i suoi parenti. In questa occasione David chiede finalmente alla ex moglie di trasferirsi con lui a New York e di provare ad iniziare una nuova vita insieme, ma Noreen gli comunica di aver deciso di sposare Russ. David non ha poi nemmeno la possibilità di tenere il proprio discorso di commiato al padre, a causa di un black out. In seguito David percuote duramente lo psicologo di Mike, minacciandolo. David incontra però il padre un’ultima volta e in questa occasione i due si riconciliano. Robert consola il figlio invitandolo a guardare avanti e dicendogli che ha ancora tempo per sistemare la sua vita. Poco dopo, Robert muore. David accetta il lavoro per Hello America e si trasferisce a New York.
Il film si conclude con un monologo di David, il quale si dice rassegnato ad essere l’uomo di successo che è diventato, affermando che non avrebbe potuto essere altrimenti. Aggiunge che gli è difficile accettare il fatto che un altro uomo stia con la sua famiglia, ma, ricordando le parole del padre, facile non rientra nella vita degli adulti.